# Malá Mokrůvka
Malá Mokrůvka (německy Moorkopf) je 1331 m vysoká hora na střední Šumavě, na Šumavských pláních. Vrchol se nachází na českém území u ohybu hranice mezi Českou republikou a Bavorskem, 1,7 km východně od Březníku.

## Popis hory
Malá Mokrůvka má podobu kupovitého suku na hlavním šumavském hřebeni, po němž vede evropské rozvodí mezi Severním a Černým mořem.

## Vedlejší vrchol
Asi 600 m východně se nachází již na německé straně výrazná skála – jedná se o vedlejší vrchol dosahující nadmořské výšky 1280 m. Na českém území dosahuje výšky 1276 m.

## Přístup
Značené turistické stezky na Malou Mokrůvku nevedou, a jelikož je součástí I. zóny NP Šumava, je přístupná pouze po hraničním chodníku, který byl pro turisty oficiálně přístupný v období od 15. 7. do 15. 11. Geodetický bod (kamenný hranol a červenobílá tyč), označující vrchol, není z tohoto chodníku viditelný a je vzdálen 56 metrů na sever.